# Nazarowo (rejon wołogodzki)
Nazarowo (ros. Назарово) – wieś w Rosji, w rejonie wołogodzkim obwodu wołogodzkiego. W 2010 r. liczyła 3 mieszkańców.